# Orde van Moghadas

De Orde van Moghadas, (Perzisch: نشان مقدس "Nishan-i-Moghadas") was tijdens de Ghajaren-dynastie de hoogste Perzische onderscheiding. Het versiersel van deze ridderorde werd aan gewaterd blauw zijden lint gedragen. In het medaillon is het Perzische wapendier, de leeuw en de zon, centraal geplaatst. Bij het kleinood en bij de ster, deze zijn gelijk, is de Perzische keizerlijke kroon der Ghajaren als verhoging gebruikt.
In de late 19e eeuw was dit een tijdlang de hoogste Perzische ridderorde.
De eerste Sjah uit de Pahlavi-dynastie hief de orde na zijn troonsbestijging op.
De versierselen werden door Arthus Bertrand in Parijs gefabriceerd. De gouden ster van de Grootkruisen had twaalf witte punten en een gouden of een met diamanten versierde kroon. In het medaillon was het nationale Perzische symbool, een leeuw met een sabel, tegen de achtergrond van een opkomende zon afgebeeld. De voorgrond van het medaillon is, anders dan het gebruikelijke groen, lichtblauw.